# Cantharis flavilabris
Cantharis flavilabris är en skalbaggsart som beskrevs av Carl Fredrik Fallén 1807. Cantharis flavilabris ingår i släktet Cantharis, och familjen flugbaggar. Arten är reproducerande i Sverige.

## Bildgalleri

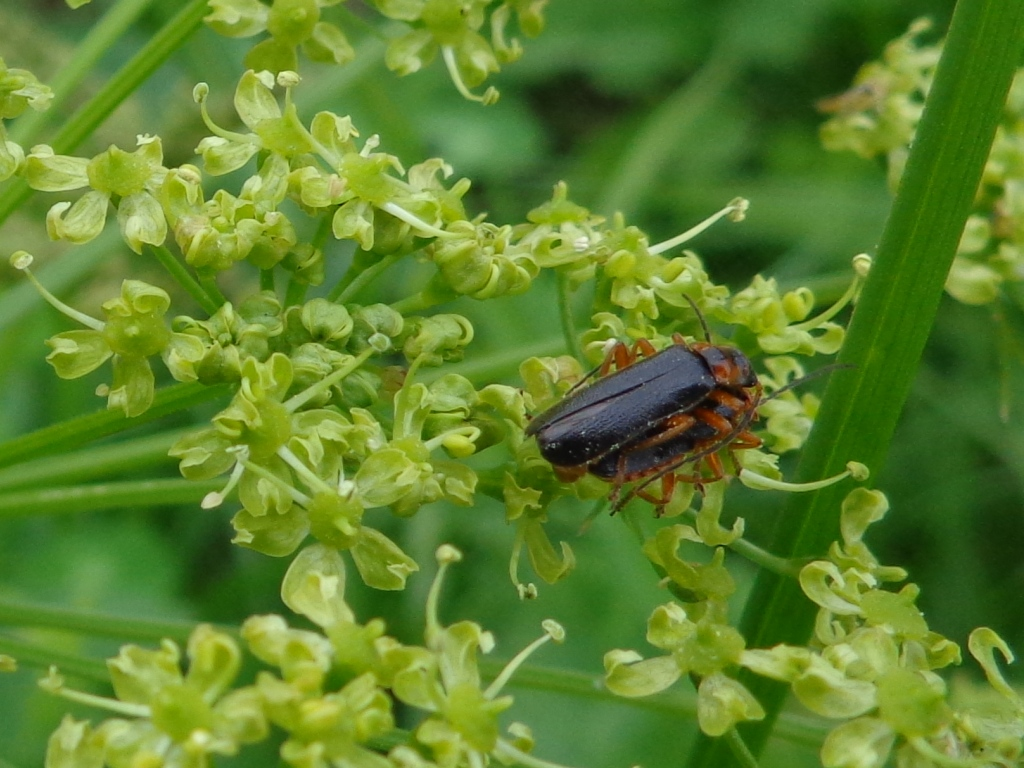